# 5160 Camoes
5160 Camoes este un asteroid din centura principală de asteroizi.

## Descriere
5160 Camoes este un asteroid din centura principală de asteroizi. A fost descoperit pe 23 decembrie 1979 la Observatorul La Silla de Debehogne, H., Netto, E. R.. El prezintă o orbită caracterizată de o semiaxă mare de 2,40 ua, o excentricitate de 0,07 și o înclinație de 8,3° în raport cu ecliptica.